# プントランドの大統領
プントランドの大統領（プントランドのだいとうりょう）は、ソマリア国内に存在する自治政府プントランド・ソマリア国の国家元首であり、行政府の長たる大統領である。

## 概要
憲法46条により議会が大統領、第一副大統領、第二副大統領を選出し、憲法54条により任期は4年、2期までと定められている。また憲法46条では、大統領または副大統領が辞任するなど職務不能になった際には議会議長が大統領を代行し、新たな大統領を15日以内に選出するよう定められている。首相職は設置されていない。憲法の規定により、大統領はイスラム教徒（ムスリム）でなければならない。
初代大統領のアブドゥラヒ・ユスフが2001年に一時的に政権を失い、反ユスフ派であるユスフ・ハジ・ヌルが大統領代行に、続いてジャマ・アリ・ジャマが大統領となったが、アブドゥラヒ・ユスフが数カ月で武力で政権を取り返したため、今のプントランドでは代数に数えられない。そのため、プントランド統計局が2018年に発行した文書によると、アブドゥルラフマン・モハムード・ファロレは「第4代大統領」であり、プントランドの現大統領サイード・アブドゥラヒ・デニは自身のTwitterの自己紹介文に「第6代プントランド大統領」と書いている。以下の表ではその扱いに準じて数字を付ける。

## 大統領の一覧
| 代   | 大統領                                                                 | 大統領        | 所属政党                     | 期                      | 在任期間                      | 在任期間    | 備考                              |
| ---- | ---------------------------------------------------------------------- | ------------- | ---------------------------- | ----------------------- | ----------------------------- | ----------- | --------------------------------- |
| 001  | アブドゥラヒ・ユスフ Cabdullaahi Yuusuf Axmed                          |               | ソマリ救済民主戦線 （SSDF）  | －                      | 1998年7月23日 - 2001年6月30日 | 2年 + 342日 |                                   |
| 00－ | ユスフ・ハジ・ヌル Yuusuf Xaaji Nuur                                   |               | 無所属                       | －                      | 2001年7月1日 - 2001年11月14日 | 136日       | 暫定大統領 （最高裁判所主席判事） |
| 00－ | ジャマ・アリ・ジャマ Jaamac Cali Jaamac,                               |               | 無所属                       | －                      | 2001年11月14日 - 2002年5月8日 | 175日       | 暫定大統領                        |
| 0(1) | アブドゥラヒ・ユスフ Cabdullaahi Yuusuf Axmed                          |               | 無所属                       | －                      | 2002年5月8日 - 2004年10月14日 | 2年 + 159日 |                                   |
| 002  | マハメド・アブディ・ハシ Maxamed Cabdi Xaashi                          |               | 統一ソマリ党 （USP）         | －                      | 2004年10月14日 - 2005年1月8日 | 86日        | 昇格 （副大統領）                 |
| 003  | モハムード・ムセ・ヘルシ Maxamuud Muuse Xirsi Cadde                    |               | 無所属                       | 1                       | 2005年1月8日 - 2009年1月8日   | 4年 + 0日   |                                   |
| 004  | アブドゥルラフマン・モハムード・ファロレ Cabdiraxmaan Maxamuud Faroole |               | ホースド （Horseed）         | 2                       | 2009年1月8日 - 2014年1月8日   | 5年 + 0日   |                                   |
| 005  | アブディウェリ・モハメド・アリ Cabdiweli Maxamed Cali                  |               | プントランド人民党 （UDAD）  | 3                       | 2014年1月8日 - 2019年1月8日   | 5年 + 0日   |                                   |
| 006  | サイード・アブドゥライ・デニ Siciid Cabdullaahi Deni                   |               | 無所属                       | 4                       | 2019年1月8日 - 2020年5月21日  | 6年 + 63日  |                                   |
| 0(6) | サイード・アブドゥライ・デニ Siciid Cabdullaahi Deni                   | カー （Kaah） | 2020年5月21日 - 2024年1月8日 | 4                       | 入党                          | 6年 + 63日  |                                   |
| 0(6) | サイード・アブドゥライ・デニ Siciid Cabdullaahi Deni                   | カー （Kaah） | 5                            | 2024年1月8日 - （現職） |                               | 6年 + 63日  |                                   |